# ライ (イングランド)
ライ（英: Rye）は、イングランドのイースト・サセックスにあるロザー地区に位置する行政教区 (Civil parish) の小さな町である。海岸から 3.2キロメートル (2.0 mi) 離れた、ロザー川、ティリンガム川、ブリード川の3河川の合流点にあたる。中世のライは、イギリス海峡の湾の形成するなかにあって、ほぼすべて海に囲まれており、シンク・ポーツ連合の重要な1港となっていた。ライは海との歴史的関係において、戦争の際に王に貢献する船の提供のほか、密輸との関わりなども知られる。悪名高い密輸組織ホークハースト・ギャングは、秘密の通路でつながるといわれる古くからの宿泊施設（イン、Inn）であるザ・マーメイド・イン (The Mermaid Inn) やジ・オールド・ベル・イン (The Olde Bell Inn〈Ye Old Bell Inn〉) を利用していた。そういった歴史の流れと趣のある今日のホテルやレストランなどから、ライは観光の町を形成している。また、小型船のほか、ライ・ハーバーにはヨットやその他船舶のための施設がある。2011年の国勢調査においてライの人口は4225人であり、2019年6月末の推計では4802人となっている。

## 歴史

近隣のケント一帯とともに示された湾内にある中世のライの位置

ライ (Rye) の名は、「島 (island) 」を意味するウェストサクソン方言の ieg に由来し、Rye は中英語の atte (at the) の形態の1つである atter の -r が付属した「その島での (at the island) 」の意とされる。島のような岬状であり、中世の地図によれば、ライはかつてイギリス海峡のライ・キャンバー (Rye Camber) と呼ばれる巨大な湾のなかに突き出て、安全な港湾および停泊地をもたらしていた。ローマ帝国時代初期には、近郊のウィールドの製鉄業の鉄生産がなされており、ライはその舶載出荷と保管の要地の1つであった。
ライは、ラムズリー (Rameslie) のサクソン荘園の一部として、王エゼルレッド2世（在位978-1013年、1014-1016年）より、デーン人（デンマーク王スヴェン〈スウェイン〉）の侵攻から保護される見返りに、ノルマンディーのフェカンのベネディクト会修道院（フェカン修道院）に譲渡され、ヘンリー3世（1216-1272年）の時代の1247年までノルマンの支配に留まることとなった。

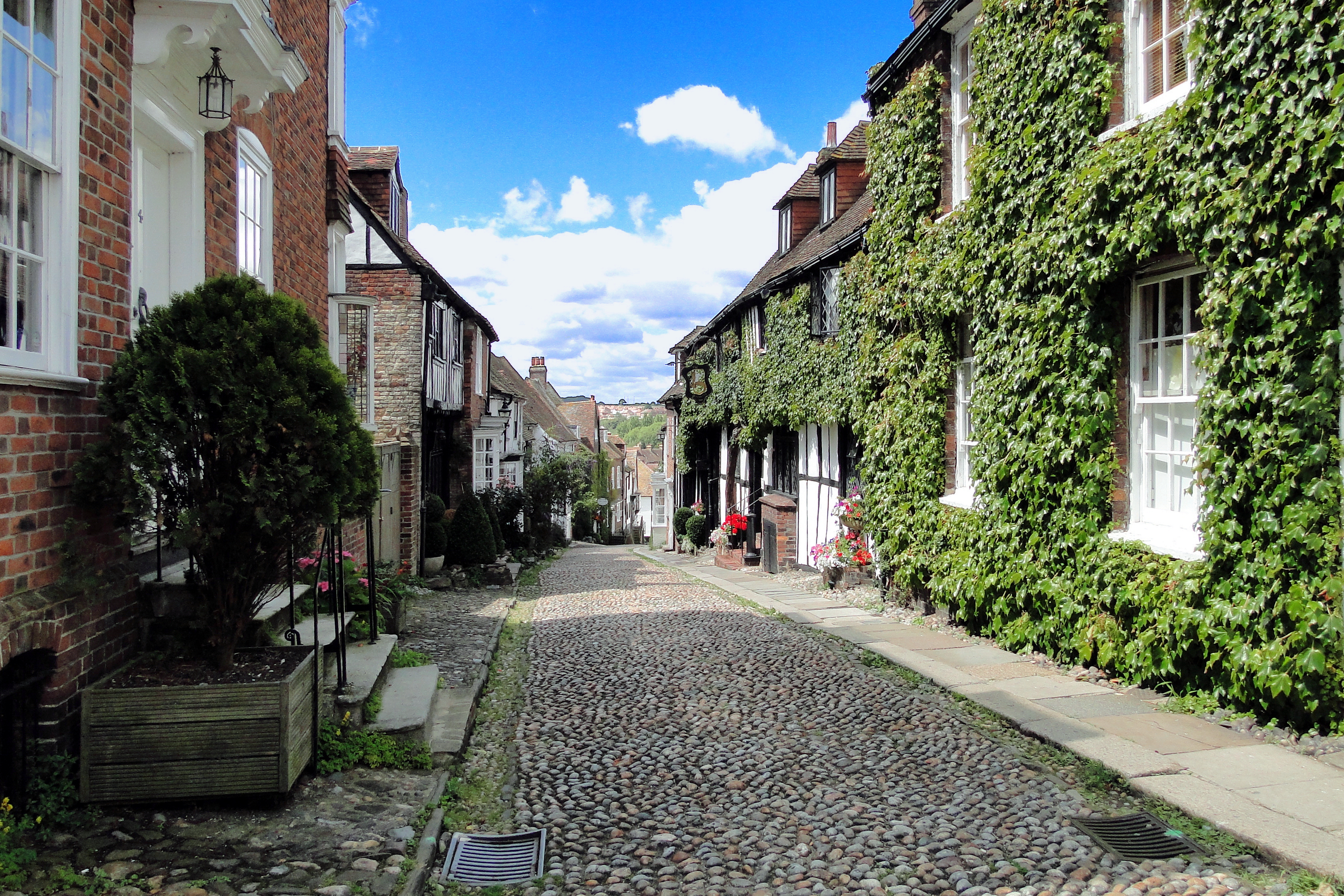
ザ・マーメイド・イン (The Mermaid Inn) などが並ぶマーメイド・ストリート (Mermaid Dt.)

12世紀、ライとウィンチェルシーは、‘Antient Townes’としてシンク・ポーツのヘイスティングスに属するようになり、ヘンリー2世（在位1154-1189年）が亡くなる1189年には、シンク・ポーツ連合に正規に加わった。交易による取引のため、シンク・ポーツの1港としてライの町は非常に重要であった。当初のザ・マーメイド・インは1156年にさかのぼる（1420年再建）。
ヘンリー3世の命令により、1249年にフランスの侵略から町を守るために、‘Baddings Tower’（ライ城）として建てられたイプラ・タワー (Ypres Tower) は、ライで最も古い建造物の1つであり、これは後の1430-1493年に所有者であったジョン・ド・イプラ (John de Ypres) にちなんで名付けられた。1493年から1865年までは刑務所として使用された。現在はライ城博物館 (Rye Castle Museum) の一部である。
ライは、1289年にエドワード1世（在位1272-1307年）より憲章を受け、王の船の提供の見返りとして特権と免税を得た。ライの入口の防備にかつて構築された4か所の門塔 (Landgate、Strand Gate、Baddings Gate、Postern Gate) のうちの唯一残存する「ランドゲート (Landgate) 」は、エドワード3世（在位1327-1377年）の統治初期の1329年頃にさかのぼる。中世ライの中心地に至る北の通路にあたり、2015年には、歴史的建造物の損傷を防ぐためにランドゲートのアーチに堆積したハトの糞、約25トンを取り除く作業が行なわれた。

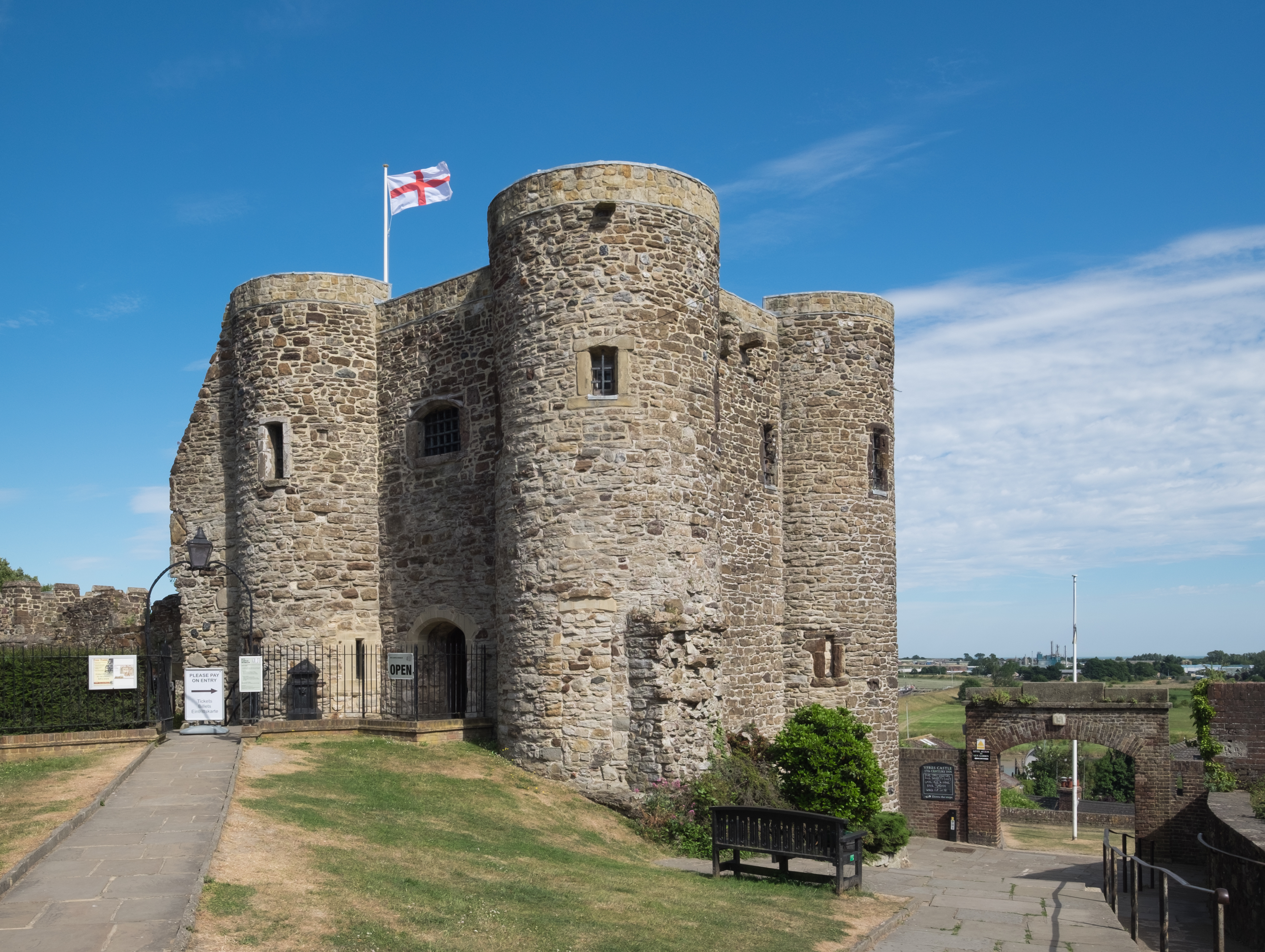
ライ城「イプラ・タワー」 (Ypres Tower)
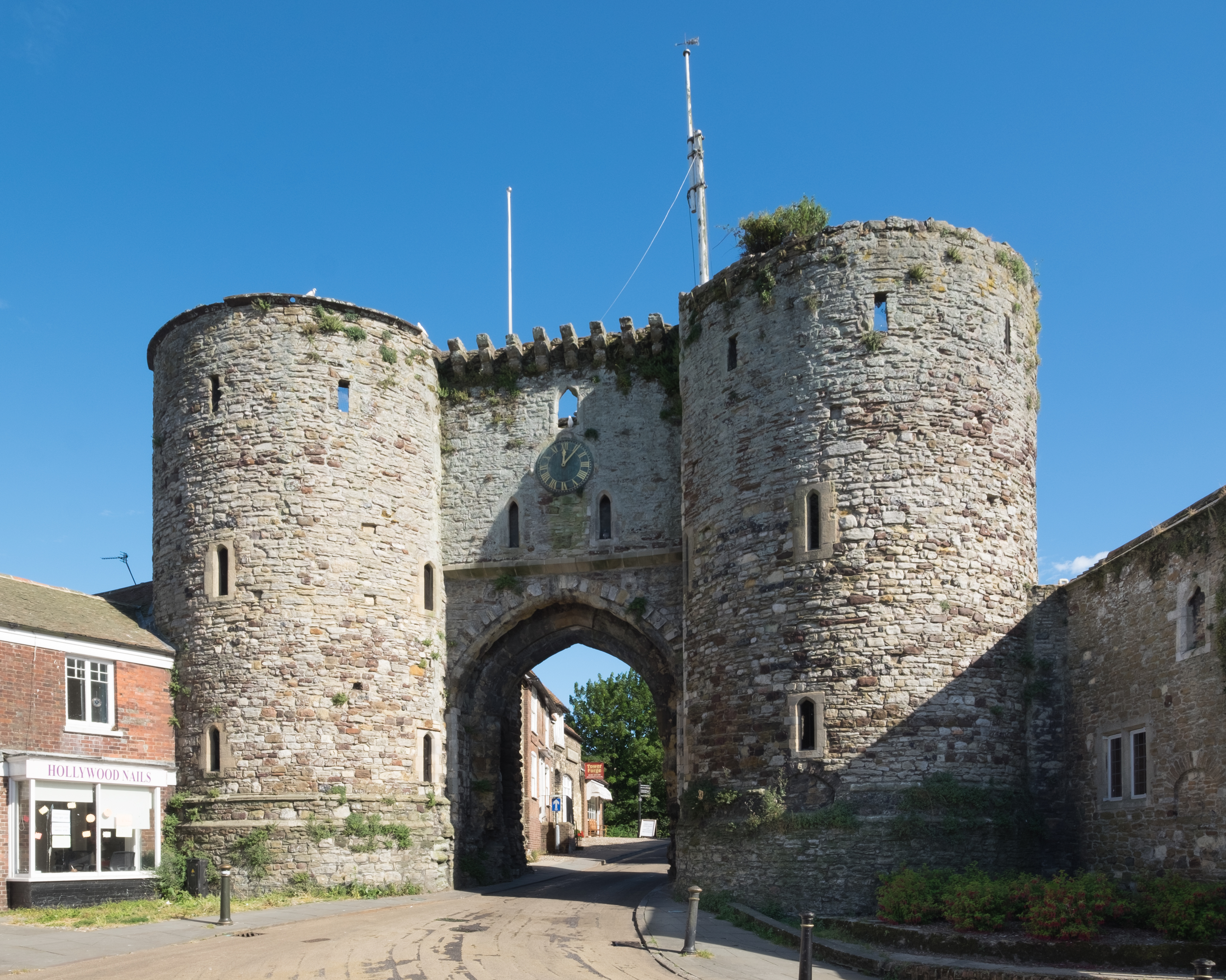
門塔「ランドゲート」(Landgate)

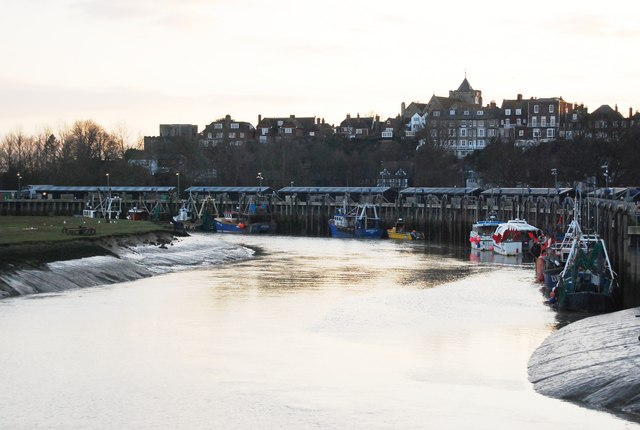
漁船などが停泊するロザー川

ロザー川はかつて東方に向かって流れ、現在のニューロムニーの近海に注いでいた。しかし、13世紀の大嵐（特に1250年や1287年）が、海から町を分断し、オールド・ウィンチェルシーを破壊して、ロザー川の流路を変えた。その後、1375年頃には海と川が合流して町の東部を破壊し、船舶は現在のストランド (the Strand) 地域を利用して荷を降ろすようになった。
1377年には、フランスのシャルル5世により町が攻撃され、多くが焼き払われたことから、外国の襲撃に対する防御として町の防壁を完成するよう指示がなされ、町の防壁は、14世紀のうちに門塔につながるように構築された。
ライは、シンク・ポーツの最優良港の1つと見なされていたが、河川および港が次第に沈泥（シルト）で浅くなるのを抑えるために、絶え間のない作業が必要であった。沈泥によってロムニー・マーシュ（マーシュ〈Marsh〉は「湿地」の意）やウォランド・マーシュが形成されるようになると、海が次第に埋まり開拓され、港の堆積を抑える潮の流れが減少した。
より大きな船舶およびより水深の深い港の到来とともに、ライの景気の衰退が始まると、漁業ならびに特に密輸（Owling、ウール〈羊毛〉の密輸など）が重要なものとなった。エドワード1世以来、ウールに関税を課したことで密輸が発展していた。17世紀末にはウールはケントやサセックス全体にわたって最大の商品となった。別の高級品にも関税が課せられるようになると、やがて密輸は犯罪として追われ、ライのザ・マーメイド・イン（イギリス指定建造物2級〈Grade II〉1985年3月15日指定）で落ち合っていたホークハースト・ギャング（1735-1749年）などの集団は殺人に転じ、後に絞首刑に処せられた。

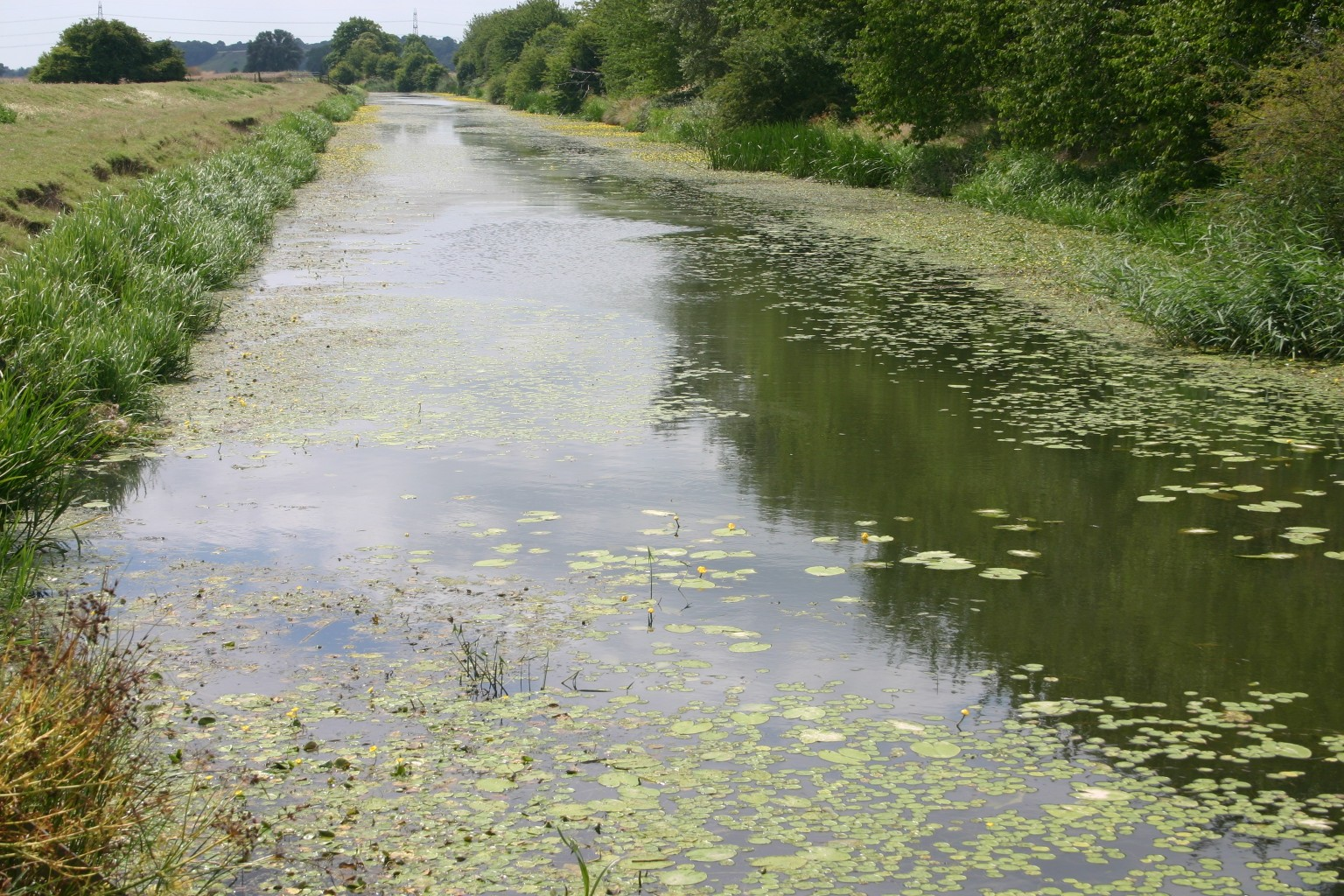
ライ近郊の運河の景観

1803-1804年には、ナポレオンの侵攻の脅威のなか、ライ、ドーバー、チャタムの3港周辺が最も侵攻の可能性が高いと見なされ、ライはロイヤル・ミリタリー運河により西部の拠点となった。運河は1804年10月から1808-1809年にかけて構築された。ハイズ辺り（シーブルック）からペット･レベル (Pett Level) まで計画されたが、完全には完成しなかった。
1803年以降、救難艇（救命艇、Lifeboat）がライに配置されたが、現在、救難艇の拠点は町の下流に位置するライ・ハーバーにある。そのライ・ハーバーの王立救命艇協会 (Royal National Lifeboat Institution, RNLI) 史上最悪の単一船艇における惨事は、20世紀の1928年11月15日に起こり、メアリー・スタンフォードが総員17人とともに沈没した。ライ・ハーバーには当時の艇庫が今に残り、その惨劇の記録としてライ・ハーバー教会 (Rye Harbour Church) に記念碑が建立されている。2010年以来、王立救命艇協会 (RNLI) はライ・ハーバーにおいてアトランティック85級の沿岸救命艇を運航している。また、1696年から1948年の間には、イギリス海軍の艦船6隻が、HMSライ (HMS Rye) と命名されている。

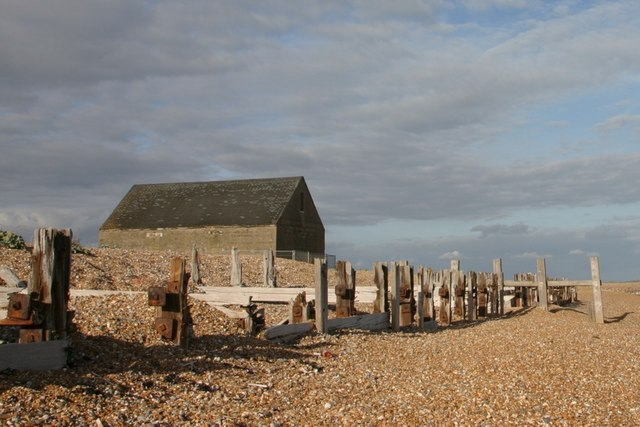
かつてのライ・ハーバー救命艇庫
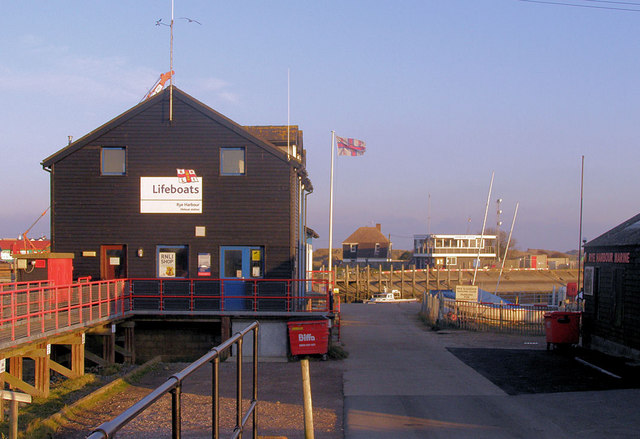
1995年に建てられたライ・ハーバーの救命艇庫

### ライ・ロイヤル
ライは、シンク・ポーツ連合の1港であり、海峡沿岸部の侵攻に対する防御拠点であり、常に王家との密接な関係があった。エドワード3世とエドワード黒太子は、1350年にライ湾 (Rye Bay) におけるウィンチェルシーの海戦（レ・ゼスパニョール・シュール・メール〈Les Espagnols sur Mer〉の海戦）において、「海上のスペイン人」（レ・ゼスパニョール・シュール・メール）の艦隊を破り、また、エリザベス1世（在位1558-1603年）は、1573年にシンク・ポーツ連合のライを訪れ、町に「ライ・ロイヤル」という名を与えた。また、ジョージ1世（在位1714-1727年）は、1726年に激しい嵐に遭ったためにキャンバーより上陸し、ライで過ごした際に、町長のジェームズ・ラムによりラム・ハウス（1722年築、イギリス指定建造物2*級〈Grade II*〉1952年3月25日指定）に4夜滞在した。エリザベス2世（在位1952年-）は、1966年にフィリップ王配とともに公式訪問し、その後、1980年にもライを訪れている。

### 人口
現代の行政教区ライの人口の推移。
| 1981年（国勢調査） | 4,284人 | [ 49 ]       |  |
| 1991年（国勢調査） | 4,207人 | [ 49 ]       |  |
| 2001年（国勢調査） | 4,009人 | [ 1 ] [ 49 ] |  |
| 2011年（国勢調査） | 4,225人 | [ 1 ]        |  |
| 2019年（推計）     | 4,802人 | [ 1 ]        |  |

## 行政
| ギベット（英語版）・ケージの素描とイプラ・タワー内の展示 |  | ギベット（英語版）・ケージの素描とイプラ・タワー内の展示 |
| ギベット・ケージの素描とイプラ・タワー内の展示           |  |                                                          |

歴史的に、ライは1289年の憲章に基づき統治権が付与された独立自治区であり、独自に任命された町長 (Mayor) と選任裁判官（治安判事〈Magistrates〉）がいた。これらの独立権は1972-1974年の地方自治体法により終了し、地方行政教区（農村パリッシュ、rural parish）と見なされるが、歴史的にライの管理機関となるタウン評議会は、正式にはパリッシュ評議会である。評議会は1つの選挙区より16人の議員が選出され、うち1人がライの町長に選出される。また、タウン評議会とは別に、地方自治機能の多くは、ベクスヒル＝オン＝シーに本部があるロザー地区評議会およびルイスに拠点を置くイースト・サセックス州議会により実行されている。
かつてのライ町庁舎 (Rye Town Hall) は、1377年のフランスの襲撃により焼失したが、ライには13世紀にさかのぼる町長の記録が残されている。また、1742年に建てられた現町庁舎には、ライの過去の凄惨な2つの遺物として、1742年に地元の殺人犯ジョン・ブレッズ (John Breads) を絞刑に処して遺体をさらすために使用された有名なギベット・ケージ (Gibbet Cage) や、1813年にフランスの将軍フィリポンの脱出を補助した地元パブの主人に最後に使用されたさらし台のライ・ピロリー (Rye Pillory) が保存されている。
1838年から1889年にかけて、ライは自治区独自の警察を保持していた。それは小隊であり、一時は2名の警官しかいなかった。ライの警察は、ボンファイヤー・ナイト（焚き火の夜〈11月5日〉）によく問題が発生し、ボンファイヤーの集団が引き起こす事件に対処するため、特別警察官が採用された。1889年に郡の部隊と併合された後、チャーチ・スクエア (Church Square) に新たな警察署が設けられ、1892年、併合された町の警察には、巡査長1名および巡査3名が在籍していた。この警察署は1967年に閉鎖され、シンク・ポーツ・ストリート (Cinque Ports Street) に新しい警察署が開設された。

## 地理

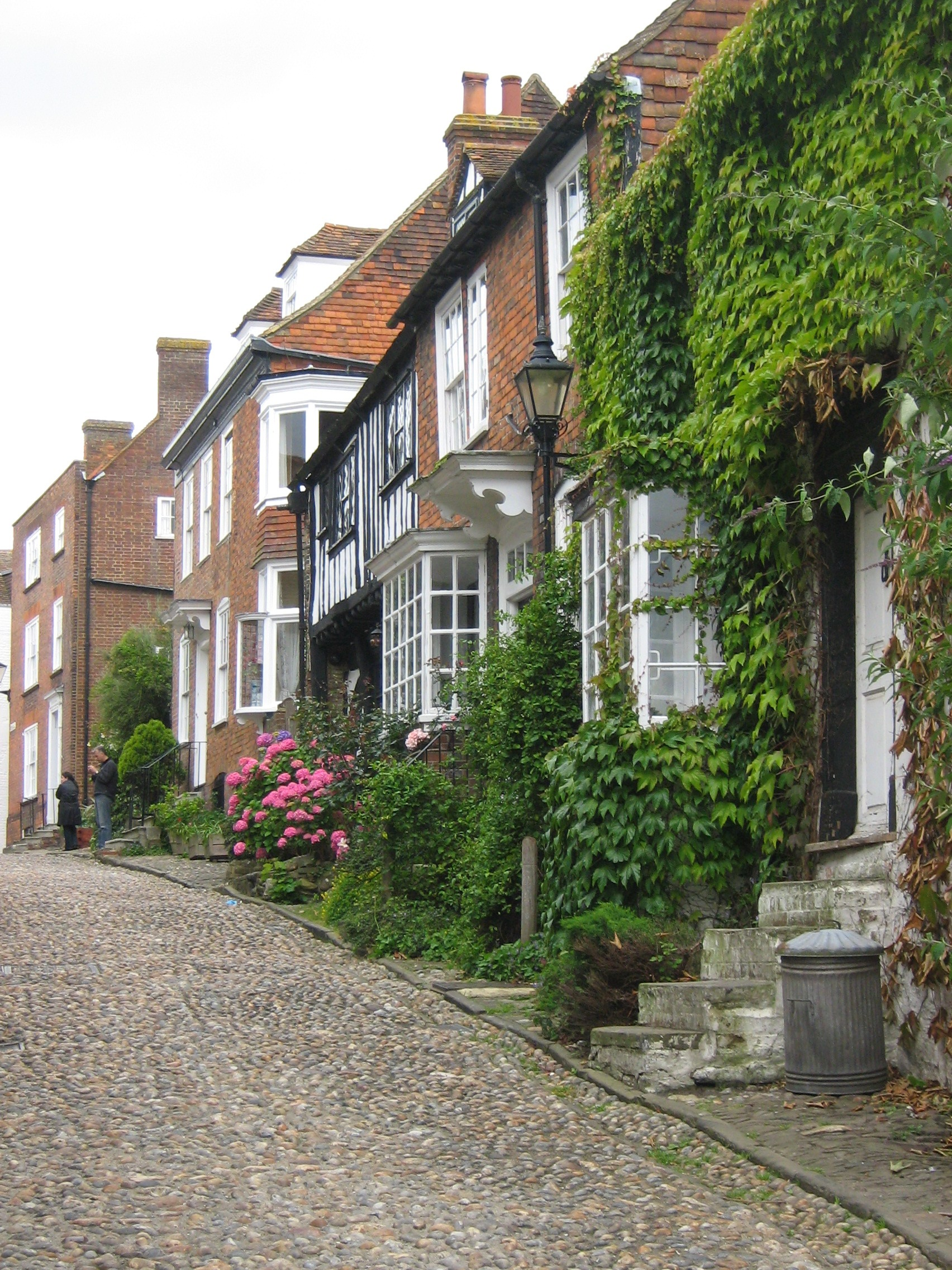
急坂の路面に敷石されたマーメイド・ストリート (Mermaid St.)

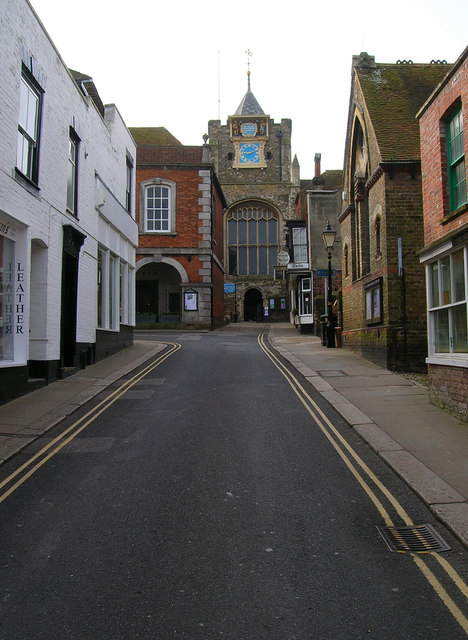
ライオン・ストリート (Lion St.) からのセント・メアリー教会

ライはウィールド (Weald) の砂岩の高地「ハイ・ウィールド」が海岸に至る地点に位置する。大きな湾が存在した中世の海岸線は、船舶が港に到達するのを可能にしていた。かつてのロザー川の流れは、北東のロムニーの海域に注いでいた。その後、13世紀のイギリス海峡の嵐が湾を埋めるとともに、海岸伝いに漂砂を介して莫大な量の砂利をもたらし、港の入口を塞いでいった。川の流路においても何世紀もかけて変化し、ライは現在、ティリンガム川とブリード川がロザー川と合流する地点上に位置しており、川は南に向かいライ湾に流入している。ロザー川ならびにライ・ハーバーの周辺地域は、環境庁 (Environment Agency, EA) により管理・維持されている。また、ブリード川とロザー川はウィンチェルシーとアイデン・ロック (Iden Lock) 間のロイヤル・ミリタリー運河の一部を形成している。
ライはまた、重要な自然保護区がある学術研究上重要地域 (Sites of Special Scientific Interest; SSSI) の中心にあたり、地域自然保護区 (Local Nature Reserve; LNR) であるライ・ハーバー LNR (465ha) を含むライ・ハーバー SSSI (9137ha) が南にある。
ライの町はイングランド南東部の最も遠くかつ人口の少ない地域にあり、ロムニー・マーシュの端、海からはおよそ3キロメートルに位置する。町の一角には、かつての険しい高台（城塞）にある数少ない居住区ならびにセント・メアリー教区教会、イプラ・タワーや防壁の一部、それにマーメイド・ストリート (Mermaid Street)、ウォッチベル・ストリート (Watchbell Street)、チャーチ・スクエアにある多くの家屋など歴史的な構造物がある。1815年に取り壊された下方のストランド・ゲート (Strand Gate) まで続いていたマーメイド・ストリートの家屋は、ほとんど15-17世紀に建てられたものである。
幹線道路 (A259) のウィンチェルシー・ロードは、ロザー川を渡ると南に向かって町の縁沿いを走り、町界を離れる手前でブリード川と平行して走るニュー・ウィンチェルシー・ロード、かつてのロイヤル・ミリタリー・ロードに通じている。ニュー・ウィンチェルシー・ロード沿いの家屋は、1930年代にロイヤル・ミリタリー運河の掘割に建てられた。ライの住民の多くは城塞区域の郊外に住んでいる。

## 教会

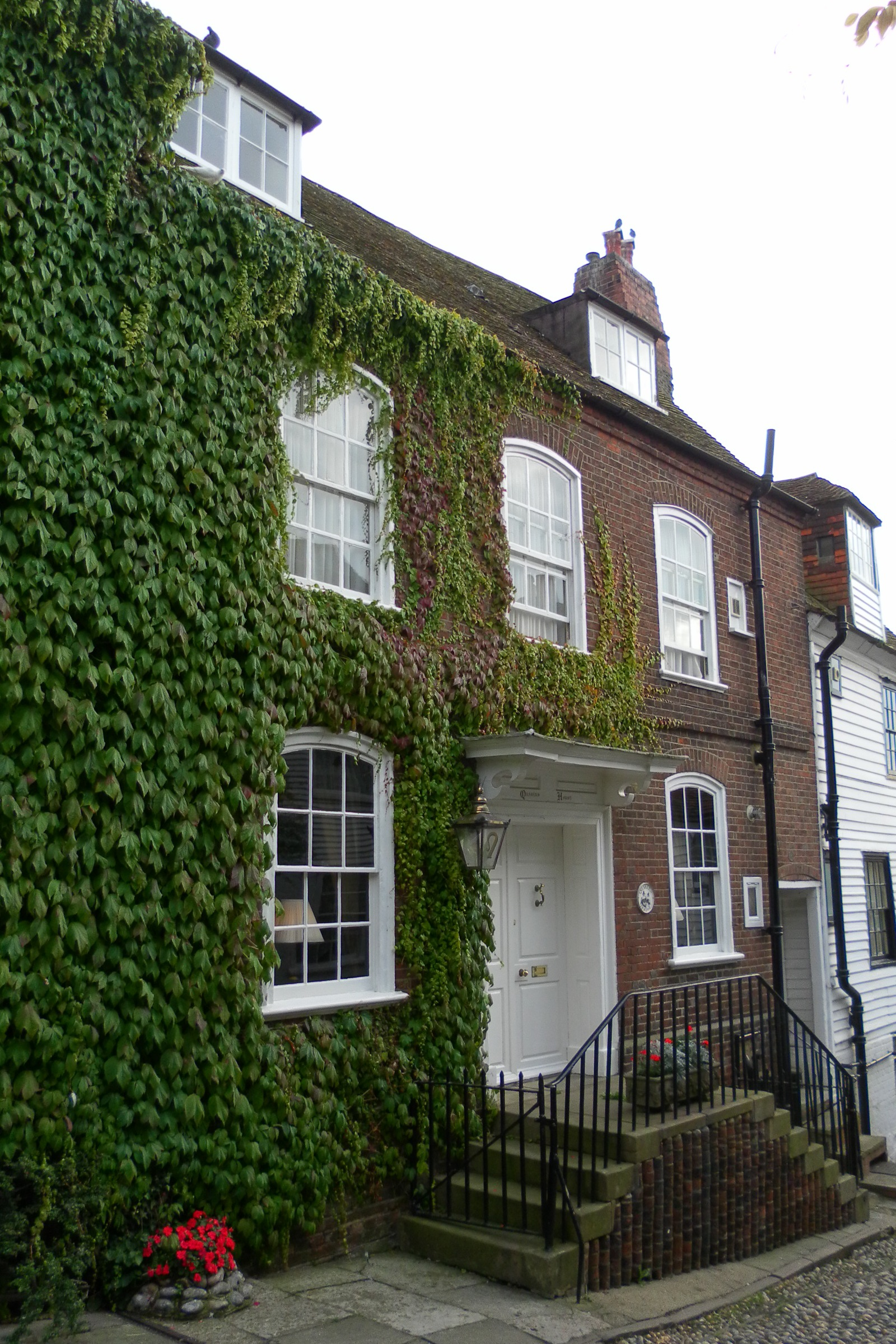
旧ライ・パティキュラー・バプテスト礼拝堂（クエーカー・ハウス）

ライの教会は、ライ最古の建物であるノルマン様式によるイングランド国教会教区教会のセント・メアリー教会（聖母マリア教会、Church of St Mary the Virgin）のほか、シンク・ポーツ・ストリートにある1909年のライ・バプテスト教会 (Rye Baptist Church) 、1929年に改築されたローマカトリック教会のパドヴァの聖アントニオ教会 (St Anthony of Padua's Church、Church of St Anthony of Padua)、それにライ・メソジスト教会 (Rye Methodist Church) もある。ミリタリー・ロード (Military Road) には2018年まで使用された1858年のベテル礼拝堂 (Bethel Chapel〈Bethel Strict Baptist Chapel〉) があった。また、ライ・ハーバーにはイングランド国教会の聖霊教会 (Church of the Holy Spirit) がある。

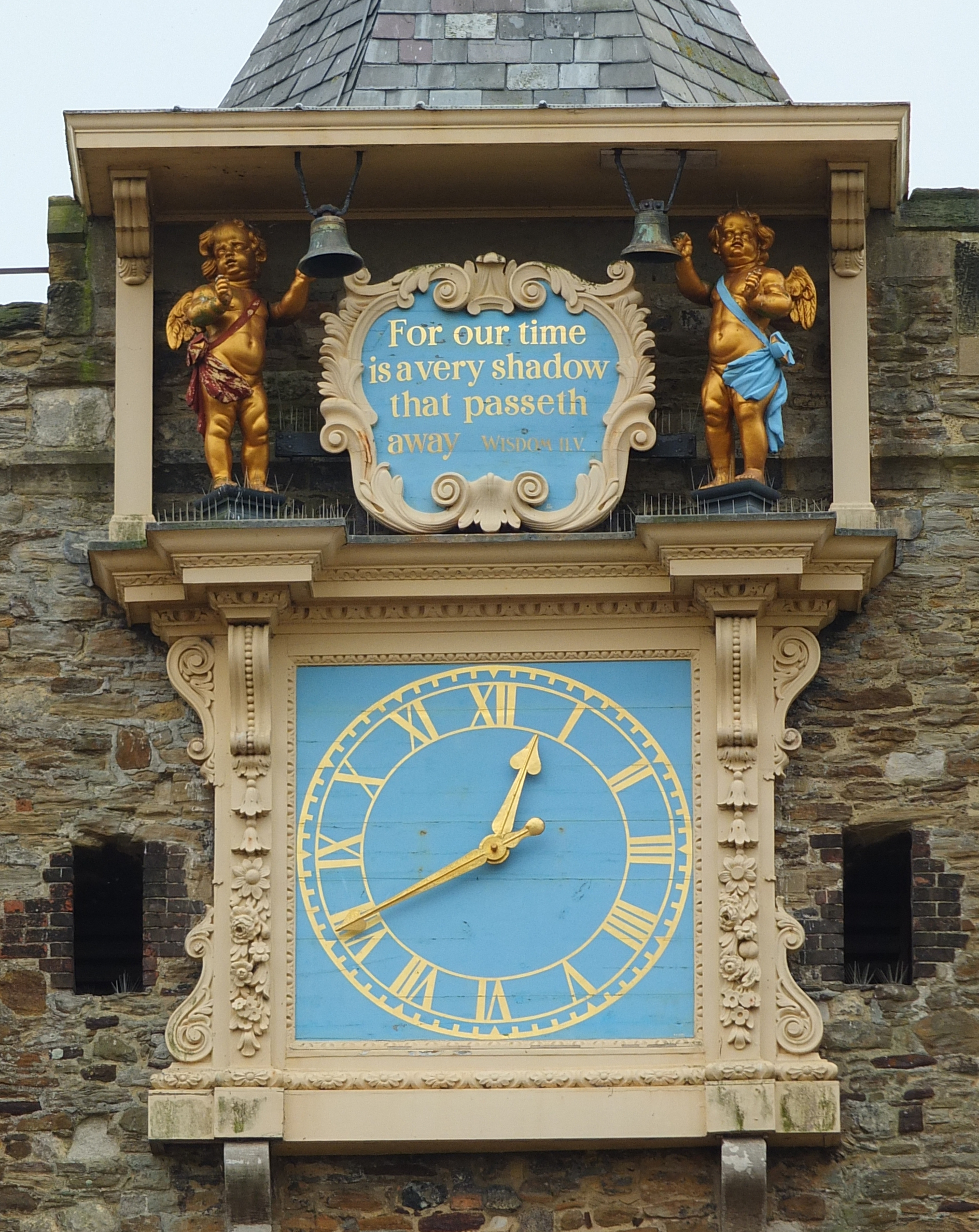
セント・メアリー教会の時計の文字盤と「クォーター・ボーイ」

セント・メアリー教区教会
イースト・サセックス大聖堂 (the Cathedral of East Sussex) とも称される。イングランド国教会。イギリス指定建造物1級 (Grade I) 1951年10月12日指定。フェカン修道院の支配時、修道院長ウィリアム・ド・ロス (William de Ros) により創設された。この十字形の大きな建物の主要部（内陣・クロッシング〈交差塔〉・袖廊・身廊）は1150-1180年にさかのぼる。12世紀末に南・北の通路、13世紀の1220-1250年に南・北の付属礼拝堂が追加された。1377年にはフランスの襲撃により甚大な被害を受け、教会の鐘はフランスに持ち去られた。15世紀に内陣の南東の端にフライング・バットレス（飛梁）が加えられている。1561-1562年頃に新たに設置された時計は、今もなお教会の時計台で使われている国内最古の塔時計（タレット・クロック）の1つとされる。4分の1時の鐘を鳴らす2体の「クォーター・ボーイ (Quarter Boys)」は1760年に追加された。現在、これらは礼拝堂に保存され、文字盤の上には1969年に設置されたレプリカがある。また、現在の8口の鐘は1775年に鋳造され、揺れる振り子は1810年に追加された。現在のステンドグラスのほとんどは19世紀末から20世紀のものであり、それ以前のものはない。

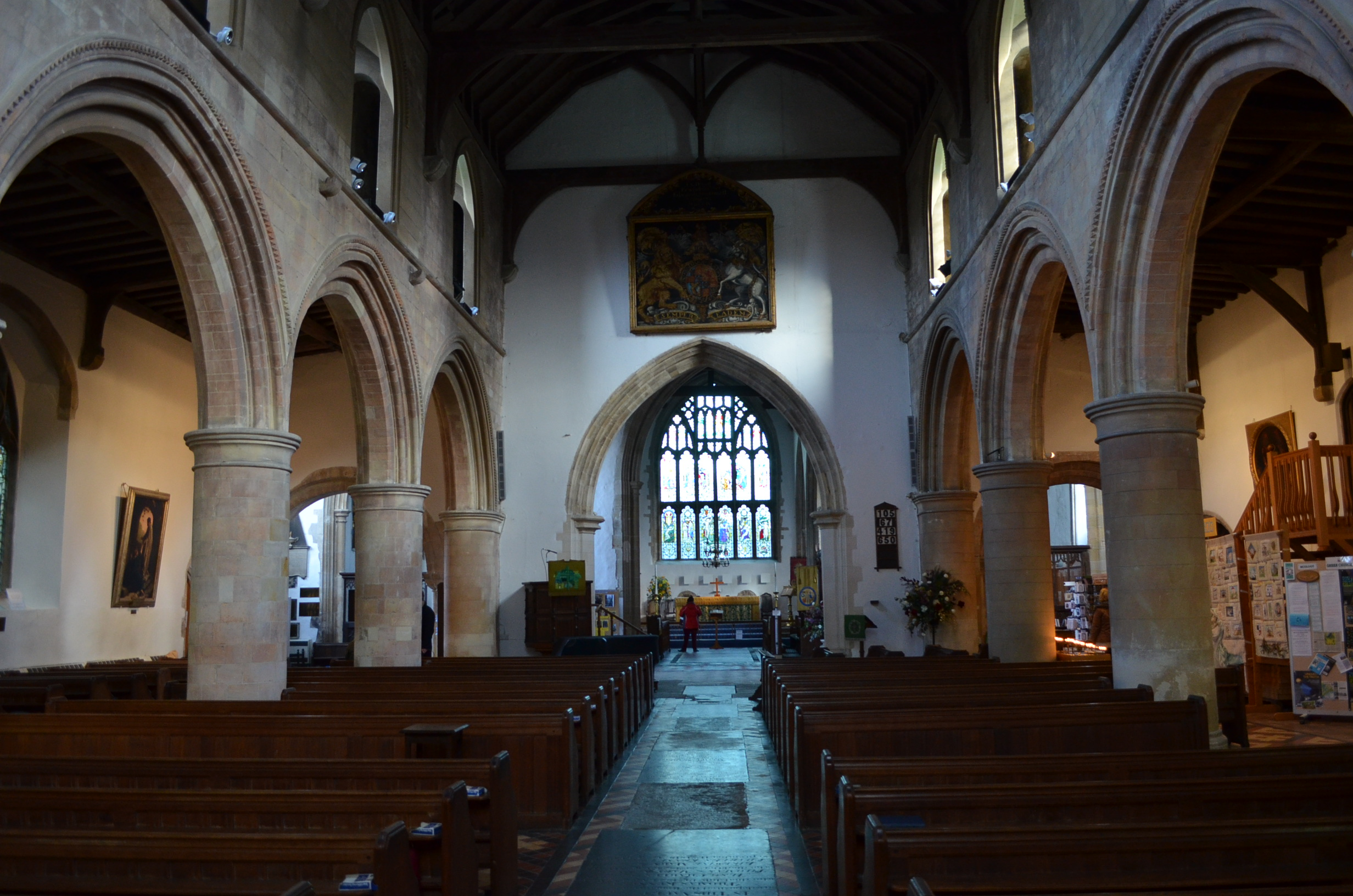
セント・メアリー教会内
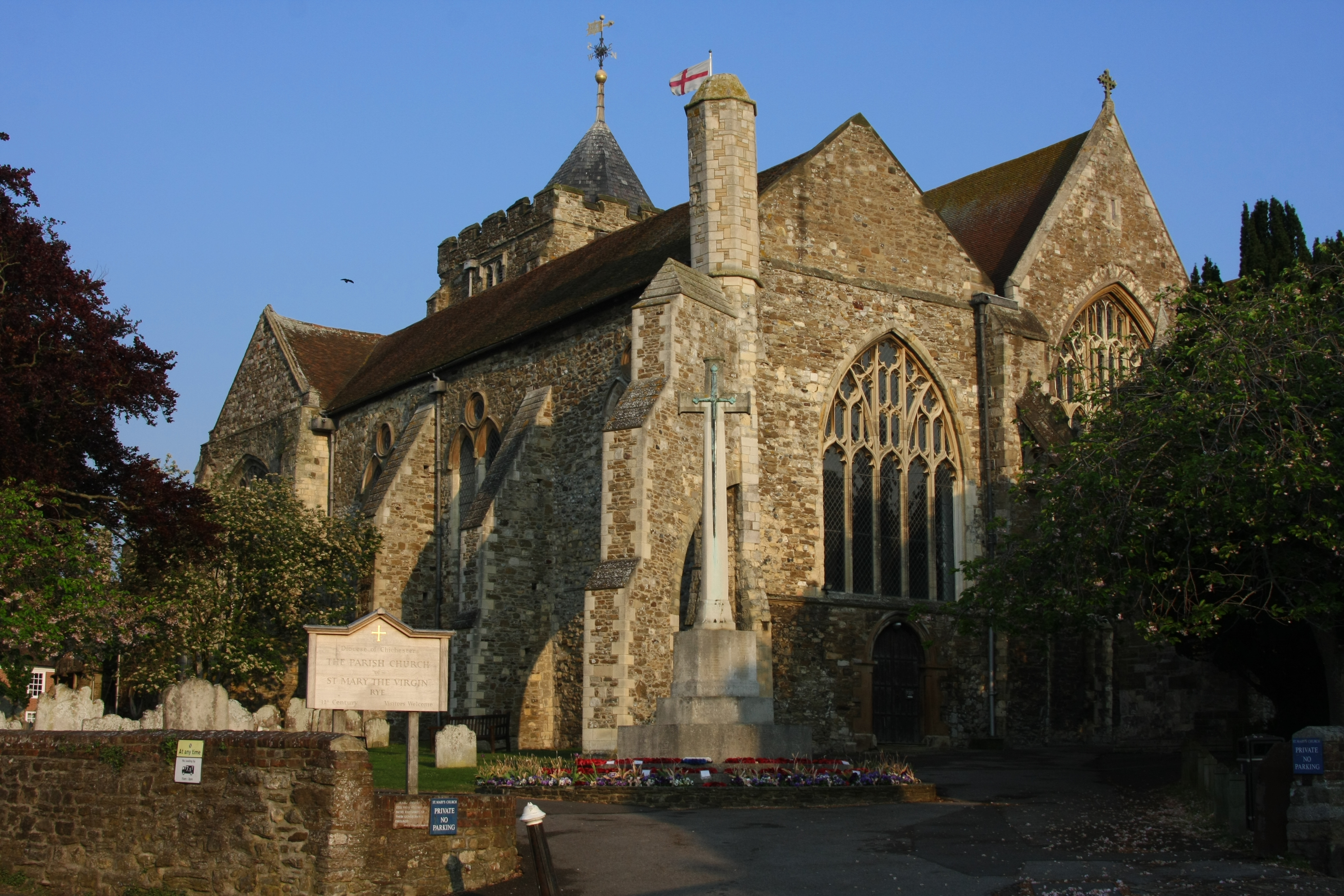
セント・メアリー教会 （チャーチ・スクエア）

バプテスト教会
マーメイド・ストリートにある旧ライ・パティキュラー・バプテスト礼拝堂 (Rye Particular Baptist Chapel、クエーカー・ハウス、Quaker's House〈イギリス指定建造物2級 (Grade II) 1951年10月12日指定〉）は、1704年に始まる古いクエーカーの集会所の敷地にあった建物を再建した1750年代からの礼拝堂であった。シンク・ポーツ・ストリートにある1909年に建てられたバプテスト教会に1910年より移転した。
パドヴァの聖アントニオ教会
ローマカトリック教会。イギリス指定建造物2級 (Grade II) 2010年2月22日指定。ウォッチベル・ストリートにある現在の教会は、1900年の聖ワルプルガ教会に代わり、1927-1929年にフランシスコ会のために建てられた。
メソジスト教会
1756年に始まり、ジョン・ウェスレーが1758年に初めてライを訪れた後、1789年にメソジスト礼拝堂を設立した。1814年に改築されたが、第二次世界大戦の爆弾により破壊された。その後、礼拝堂の敷地が売却され、セント・メアリー教会の敷地となった。現在のメソジスト教会は1954年に完成した。
ベテル礼拝堂
1858年に建てられたバプテスト礼拝堂であるが、2018年12月に閉鎖され、その後、14万ポンドで売りに出された。
聖霊教会（ライ・ハーバー）
イングランド国教会。イギリス指定建造物2級 (Grade II) 1987年5月13日指定。1848-1849年にS・S・チューロンにより14世紀のゴシック様式（ゴシック・リヴァイヴァル建築）として構築された。教会内に1928年11月25日のメアリースタンフォード号など救命艇に関するものがある。

## 経済
| 1912年まで製粉に使用されたライの風車（Gibbet Mill、1898年）と現代のレプリカ |  | 1912年まで製粉に使用されたライの風車（Gibbet Mill、1898年）と現代のレプリカ |
| 1912年まで製粉に使用されたライの風車（Gibbet Mill、1898年）と現代のレプリカ |  |                                                                             |

ライは何世紀にもわたり、貨物集散地 (Entrepôt) の港、海軍基地、漁港、農業の中心地、それにマーケットタウンでもあった。そしてライは今日、歴史的な建物や町並が旅行者を引きつけ、多くの観光客が訪れており、観光にも大きく依存している。かつての防壁内にある古い町角には、小売店、ギャラリー、レストランなどがある。
ライおよびライ・ハーバーは、港としての活動を継続している。ライの漁船は、略号 RX（‘R’ ye〈ライ〉、Susse ‘x’〈サセックス〉、この登録コードはヘイスティングスの漁船にも使用される）であり、常時魚が陸揚げされる。漁獲の一部は船着場付近で販売されるが、ほとんどは地域市場を通じて販売されている。
ライ・ハーバーのライ埠頭（Rye Wharf、ラストラム埠頭〈Rastrums Wharf〉）は、1996年以降に改修され〉日中に最大90メートル (300 ft) の大型船を接舷できる。ただし、商業貨物輸送（主に石材〈骨材・砕石〉の移入と穀物〈製粉コムギ〉の移出）の最盛期であった1980年代初頭、1982年にライ・ハーバーを使用した船舶の数は230隻におよんでいたが、2009年には54隻に推移している。

## 交通

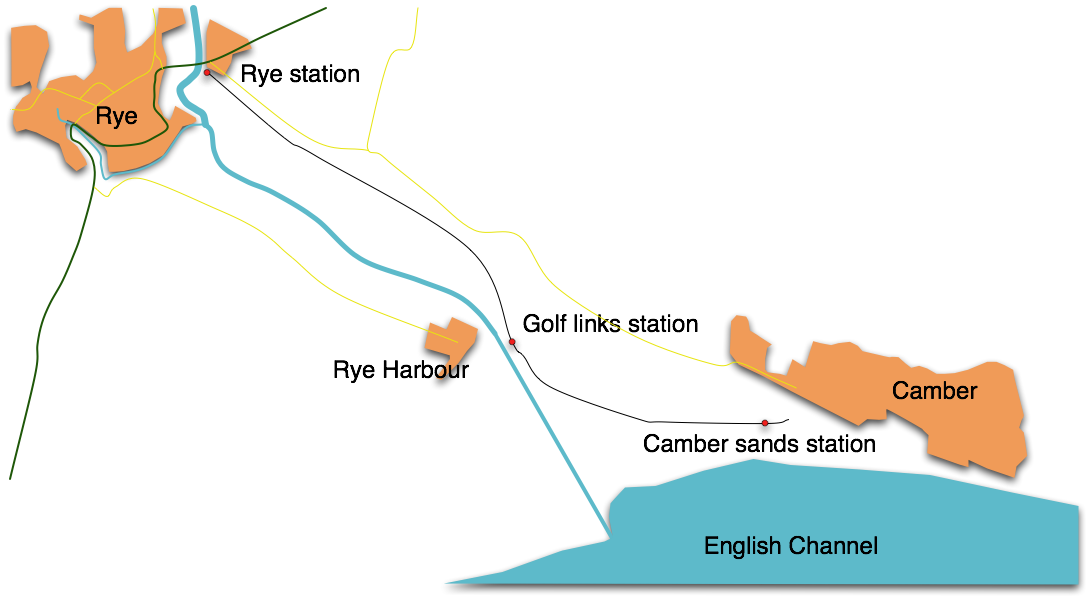
ライ・アンド・キャンバー・トラムウェイの軽便鉄道路線図

18世紀後半、ライは道路機構ターンパイク・トラストと関係を結んだ。そのうちの1路線であるフリムウェルのターンパイクはロンドンに至り、もう1路線はヘイスティングスから町を経て東に走った。これら2本の道路が今日の A268 および A259 である。ロザー川に架かるモンク・ブレットン橋は、1893年に建設され、ブレンゼットを経由してライとニューロムニーを結んだ。第二次世界大戦（1939-1945年）以前、ライは19世紀末（1895年）よりライ・アンド・キャンバー・トラムウェイ（軽便鉄道）の発着点にもなり、ゴルフ場および海岸のキャンバー・サンズを結ぶために敷設されていたが、第二次世界大戦の勃発により一般の運行はなくなり、戦後も再開されることなく、1947年に廃棄された。

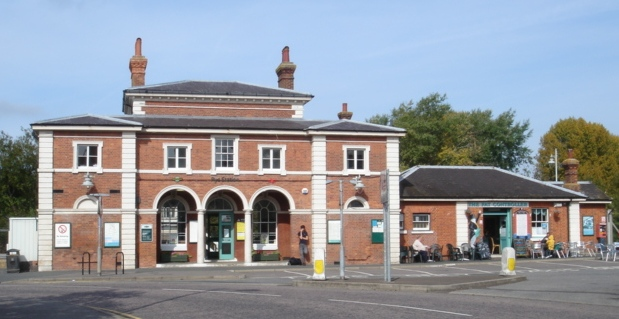
ライ駅駅舎正面

バスは、30分毎のドーバー-ヘイスティングスを結ぶステージコーチの長距離バスに加えて、ライとテンタデン、ヘイスティングス、ロイヤル・タンブリッジ・ウェルズなどの町村をつないでいる。1851年2月に開通した鉄道路線のライ駅は、ヘイスティングス駅-アシュフォード国際駅間のマーシュリンク線にある。この1850年に設営されたライ駅の駅舎は、イギリス指定建造物2級 (Grade II) に指定されている（1980年4月11日指定）。

### フットパス
いくつかの長距離フットパス (Long-distance footpaths) が、歩行路としてライの町をつないでいる。「サクソン・ショア・ウェイ」は、ケントのグレーブズエンドに始まり、ローマ時代の海岸地方をたどるもので、ヘイスティングスに向かう途中ライを通過する。「1066・カントリー・ウォーク」は、ライよりペヴェンジーに続いており、「ハイウィール・ドランドスケープ・トレイル」は、ホーシャムに通じている。また、「ロイヤル・ミリタリー・キャナル・パス (Royal Military Canal Path) 」は、ペット・レベルよりロイヤル・ミリタリー運河をシーブルックにかけてたどる。

## 教育
ライ・カレッジは、ライにある中等教育学校 (Secondary School) である。2008年以前は、トマス・ピーコック・コミュニティ・カレッジ (Thomas Peacocke Community College) と称された。1969年にライ・グラマースクールとライ・セカンダリーモダンスクールが統合され、トマス・ピーコック・スクール (Thomas Peacocke School) と呼ばれた後、コミュニティ・カレッジとなった。1636年、トマス・ピーコックによりグラマー・ハウス（グラマースクール）が建てられ、その後、学校として1644年より1908年まで使用されていた。

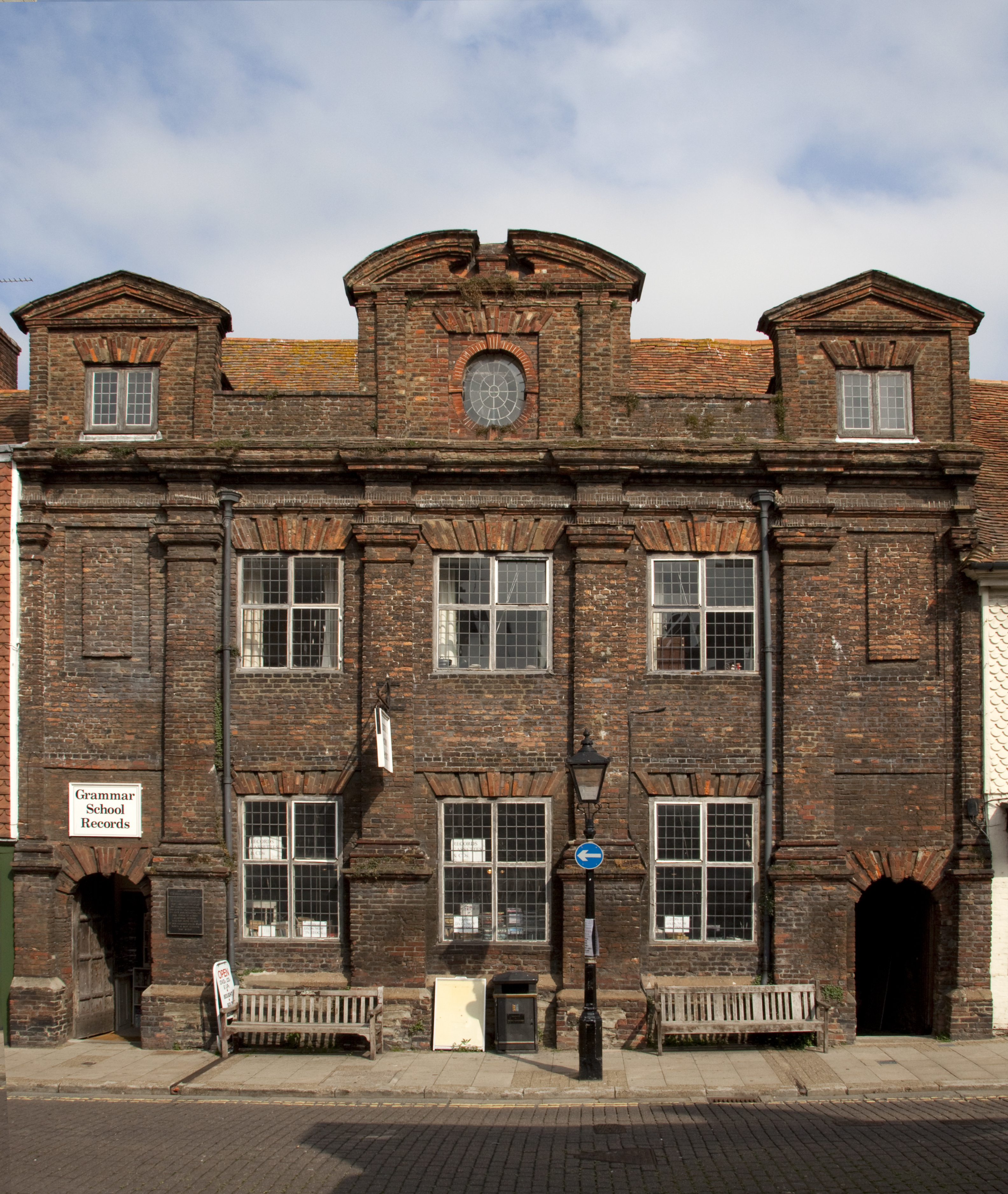
オールド・グラマー・スクール（トマス・ピーコック・スクール）

小学校 (Primary school) のティリング・ガーデン・インファント・スクール (Tilling Green Infant School) とフレダ・ガーダム・コミュニティ・スクール (Freda Gardham Community School)の2校は、ライ・カレッジに隣接して2008年9月に開校した新しい小学校、ライ・コミュニティ・プライマリースクール (Rye Community Primary School) に統合された。

## 文化

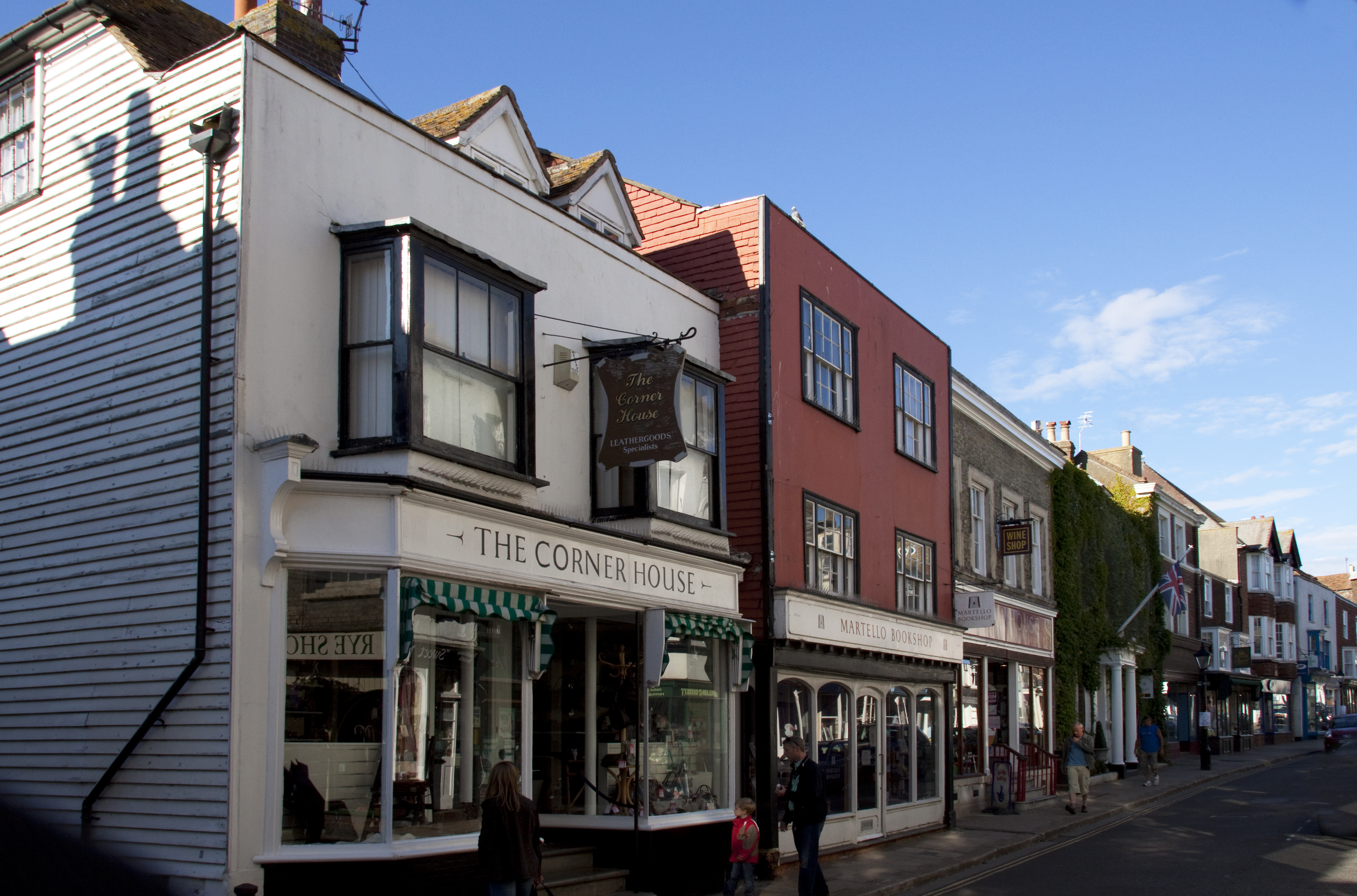
ハイ・ストリート (High St.)

ライの週に一度の市場として開かれるライ・ファーマーズマーケットは、毎週水曜日の午前にシンク・ポーツ・ストリートの一角で催される。マーケット・ストリート (Market Street) は中世の市場の一部であった。1859年に鉄道の近くに開設されたライの市場においては、1980年代まで、長きにわたって家畜の販売が頻繁に行われていた。
ライは、地元のロムニー・マーシュやウォランド・マーシュ地域の商業中心地のみならず、観光地でもある。ライは、骨董品、収集書籍などを扱う小売店街として定評があり、それに地元の芸術家や陶芸家の作品を販売する多くのギャラリーが通年出展を変えて開かれている。ハイ・ストリート (High Street) に位置するライ・アート・ギャラリー (Rye Art Gallery) は、1957年にトラストとして設立された。芸術家のメアリー・ストーモント（Mary Stormont、1871-1962年）と夫のハワード・ガル・ストーモント（Howard Gull Stormont、1859-1935年）の住居であったかつてのイプラ・スタジオ (Ypres Studio) が遺贈され、所蔵作品とともにギャラリーには現代の芸術作品が展示されている。ライ城博物館は、イースト・ストリート (East Street) とイプラ・タワーの2か所にある。
さらに、ライにはオースト・ハウスがあり、それらの多くは個人の住居に改築されているが、Cadborough Oast（イギリス指定建造物2級〈Grade II〉2018年9月5日指定）といった建造物が認められ、その農場 Cadborough Farm に由来し、何世紀にもわたって作られたライ陶器 (Cadborough Pottery) でも知られる。

### 年中行事
2003年以来毎年2月に、‘Rye Bay Scallop Festival’（ライ湾ホタテ祭〈‘Rye Bay Scallop Week’、ライ湾ホタテ週間〉）が催される。地元のホタテ（Scallop〈イタヤガイ類〉）漁は、保全のため11-4月には漁獲量などが制限されている。
毎年9月には「ライ芸術祭」(‘Rye Arts Festival’) として、音楽、演劇、映画、文学、視覚芸術などの多彩な作家や演者を招き、2週間にわたって開催される
11月の第2土曜日には、‘Rye Bonfire Pageant’（「ライ・ボンファイヤー〈焚き火〉行列」）が例年催される。通行止めとなった町の通りをパレードし、たいまつに火をつけ、その後、花火大会が行われる。

## スポーツ
ライにはソルツ (Salts) を本拠地とするノンリーグ・フットボールクラブのライ・タウンFC (Rye Town F.C.) がある。このイースト・サセックス・フットボールリーグでプレーする新たなクラブ（2016年結成）は、2014年に解散したサセックス・カウンティ・リーグ (Sussex County League) のライ・ユナイテッドFCに代わって設立された。また、ライにはラグビークラブとして1991年に設立したライRFC (Rye RFC) がある。このラグビークラブおよび競技場はニュー・ロード (New Road) に位置する。1754年に創設された最も古いクリケット・クラブの1つとされるライ・クリケット・クラブ (Rye Cricket Club) は、1844年よりソルツを本拠地としている。

## ライの著述と居住
いくつかの町についての記述が、16世紀から18世紀に著名な紀行作家によりなされている。ロバート・ナントン（1563–1635年）は、1628-1632年に出版された著書 “Travels in England”（イングランド旅行）で、ライを「小さなイギリスの港町」(‘small English seaport’) と呼んでいる。到着後まもなく彼はフリムウェルを経てロンドンに向かう駅舎についた。
ダニエル・デフォー（1660–1731年）は、港湾と入口の状態について「かつてイギリス海軍を受け入れていた港湾がもとに戻れば、ライは再び繁栄するだろう」としつつも、再び大型船舶が入港できるようになることには懐疑的であった。

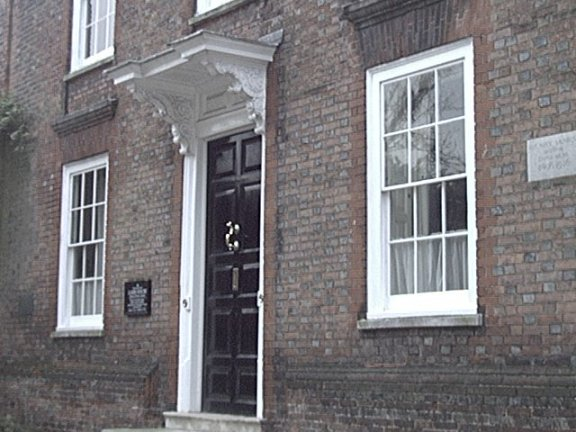
ラム・ハウス

ライは多くの小説家を引きつけ、取り上げられてきた。ジョゼフ・コンラッド（1857-1924年）はライのロムニー・マーシュに住み、フォード・マドックス・フォード（1873-1939年）はウィンチェルシー、スティーヴン・クレイン（1871-1900年）は1899-1900年にライに住んでおり、またH・G・ウェルズ（1866-1946年）の居住も知られる。なかには今日ナショナル・トラストが管理する町の歴史的家屋の1つであるラム・ハウスに居住した者もいる。アメリカの小説家ヘンリー・ジェイムズ（1843–1916年）は、1898年から1916年に居住していた。その友人でもあったイギリスの小説家E・F・ベンソン（1867–1940年）も、1919年から1940年にラム・ハウスに住み、1934-1937年には町長を務めていた。E・F・ベンソンの一連の小説 “Mapp and Lucia”（マップとルチア）では、ラム・ハウスを「マラーズ (Mallards)・ハウス」、ライの町を「ティリング (Tilling) 」として如実に描写されている。1980年代中頃、LWT (London Weekend Television) によるテレビドラマ・シリーズ Mapp & Lucia において、ライはウィンチェルシーとともに小説に応じた撮影場所として使われた。BBC One のテレビ番組 Mapp & Lucia は、2014年の夏にライで撮影された。E・F・ベンソンの兄で「希望と栄光の国」を作詞したA・C・ベンソン（1862-1925年）も1919-1925年にラム・ハウス居住したことがある。ルーマー・ゴッデン（1907–1998年）もまた、1967年から1973年までラム・ハウスの入居者であった。

## 他の作家・著名人
- ジョン・フレッチャー（1579–1625年） - ジャコビアン時代の劇作家。ライ出身[145]。
- ラドクリフ・ホール（1880-1943年） - 作家。1928-1943年に居住。レズビアン小説で知られる[145]。
- コンラッド・エイケン（英語版）（1889–1973年） - アメリカの作家。マーメイド・ストリートのジークス・ハウス (Jeake's House) を入居のため[145]1924年1月に購入[82]。ジークス・ハウスはサミュエル・ジーク（英語版）の息子サミュエル・ジーク2世の1689年に始まる[154]。
- ジョーン・エイケン（1924–2004年） - 作家（主に児童文学）[145]。コンラッド・エイケンの娘。
- マルコム・サヴィル（英語版）（19011901–1982年） - 作家（主に児童文学）。ヘイスティングス出身であるが、ライは家族との関わりが深く、‘Lone Pine’ （ローン・パイン）シリーズの作品のなかに、ライとその周辺が描かれている[155][156]。
- ヴィオラ・ベイリー（英語版）（1911–1997年） - 児童文学作家。ライ近郊のロザー・クリフ (Rother Cliff) 出身[145][157]。
- モニカ・エドワーズ（英語版）（1912–1998年） - 児童文学作家。1920年代初頭よりライ・ハーバーに居住。「ロムニー・マーシュ」シリーズでは、ライを ‘Dunsford’ として描いている[145]。
- ジョン・クリストファー（1922–2012年） - 本名サミュエル・ヨウド (Samuel Youd)。サイエンス・フィクション (SF) 作家[158]。
- ジョン・ハウレット（英語版）（1942-2019年） - 作家。小説、テレビドラマ、映画の脚本および制作者[159]。
- メイベル・ルーシー・アトウェル（英語版）（1879-1964年） - 作画家（イラストレーター）。1920年代にマーメイド・ストリートのロビン・ヒル (Robin Hill) に居住[145]。

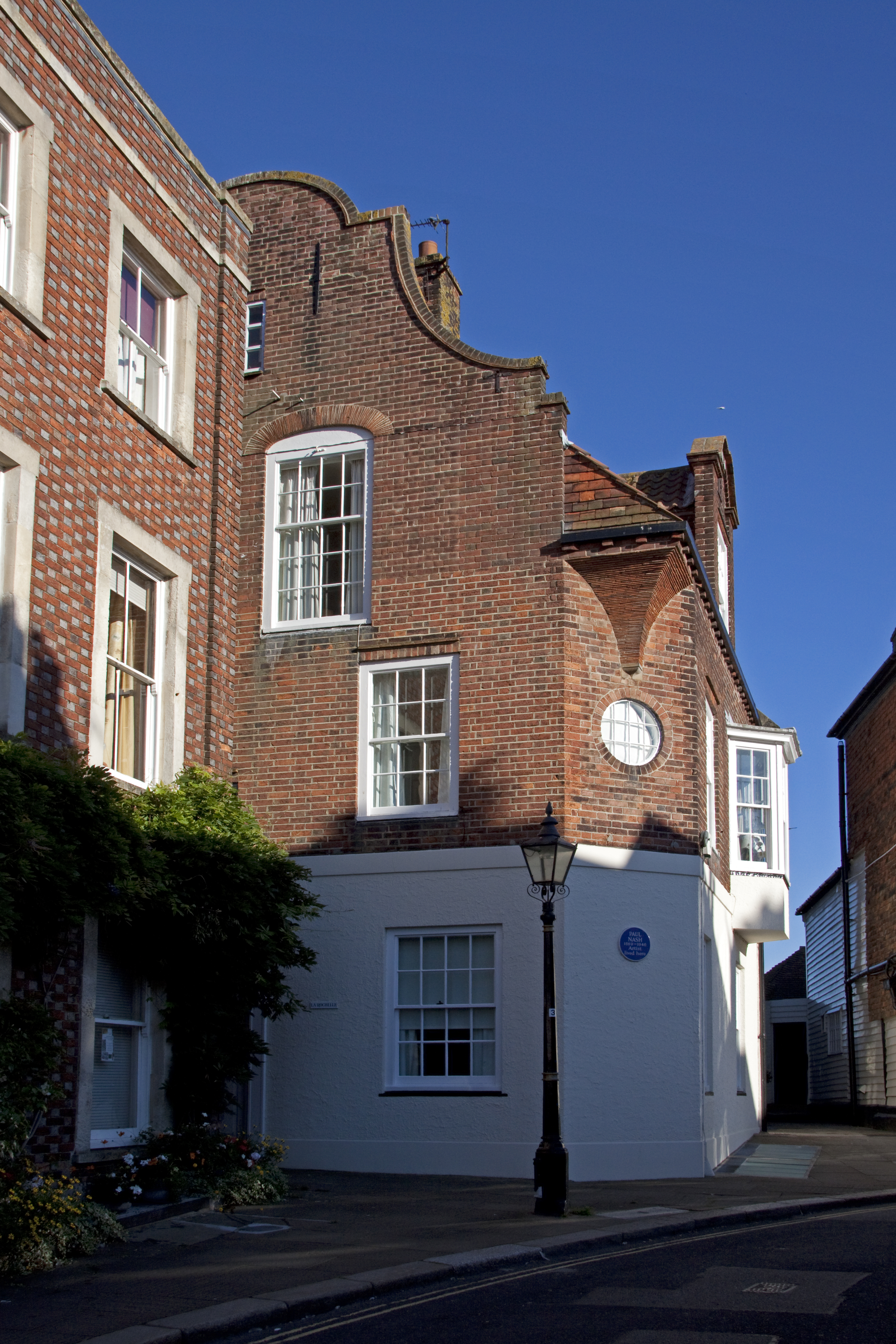
ポール・ナッシュが移り住んだ新居 (La Rochelle)

- ポール・ナッシュ（1889–1946年） - 第一次世界大戦画家。1930年代にイースト・ストリートの新居 (New House〈La Rochelle[160]〉) に居住[161]。
- ジョン・バンティング（英語版）（1902-1972年） - 画家・作家[162]。1950年代にライ（ハイ・ストリート）に居住[163]。
- エドワード・バラ（英語版）（1905–1976年） - 画家。ライ近郊出身で1920年代から1930年代にライに居住[164]。
- ジェフリー・バグリー（英語版）（1901–1992年） - カナダの戦争画家を経て、戦後ライに定住し[165]、町の歴史的記念物や場所の保存に努めた[166]。
- ジョン・ライアン（英語版）（1921–2009年） - ライに住んでいたイギリスの漫画家。テレビ漫画の海賊「キャプテン・パグウォッシュ（英語版）」 (‘Captain Pugwash’) で知られる[167]。
- フレッド・カミング（英語版）（1930年-） - 風景画家。ライ近郊に在住[168][169]。
- ラッセル・ソーンダイク（英語版）（1885–1972年） - 俳優・作家。密輸小説 “Doctor Syn: A Tale of the Romney Marsh” （ドクター・シン - ロムニー・マーシュの物語）に始まる「ドクター・シン（英語版）」シリーズで知られる[170]。
- スパイク・ミリガン（1918–2002年） - コメディアン。1988年から2002年に亡くなるまでライで暮らした[171][172]。
- トム・ベイカー（1934年-） - ライに移居したイギリスの俳優。『ドクター・フー』の出演（1974–1981年）でよく知られる。
- フィリッパ・アーカート（英語版）（1940年-） - 現在、ライに住むイギリスの女優[173]。
- ポール・マッカートニー（1942年-） - 音楽家。ライ近郊の村ピースマーシュ（英語版）に[174]住居を購入[175]。子のジェイムズ・マッカートニーらは、ライのトマス・ピーコック・コミュニティ・カレッジに通学した[176]。
- トム・チャップリン（英語版）（1979年-） - 音楽家。キーンのメンバー。ヘイスティングス出身でかつてライに在住[177][178]。